# Bielovce
Bielovce (em húngaro: Ipolybél) é um município da Eslováquia, situado no distrito de Levice, na região de Nitra. Tem 11,38 km² de área e sua população em 2018 foi estimada em 222 habitantes.

## Demografia
| Ano:        | 1994 | 2004    | 2014   | 2024   |
| ----------- | ---- | ------- | ------ | ------ |
| Broj ljudi: | 313  | 247     | 224    | 213    |
| Razlika:    |      | -21,08% | -9,31% | -4,91% |

| Ano:               | 2023 | 2024   |
| ------------------ | ---- | ------ |
| Número de pessoas: | 211  | 213    |
| Diferença:         |      | +0,94% |